# Камбини, Джузеппе
Джузе́ппе Мария Джоаккино Камби́ни (итал. Giuseppe Maria Gioacchino Cambini; 13 февраля 1746, Ливорно — 29 декабря 1825 ?) — итальянский композитор.
Учился в Ливорно у Пьетро Нардини и Филиппо Манфреди. С 1773 г. жил и работал в Париже. Оратории, оперы, балеты Камбини пользовались большим успехом, но были быстро забыты. Однако струнные квартеты Камбини, как считается, заложили основу французской традиции этого музыкального жанра. Начиная с середины 1790-х гг. Камбини больше выступал как музыкальный критик.